# カルボン酸

カルボン酸の一般構造式

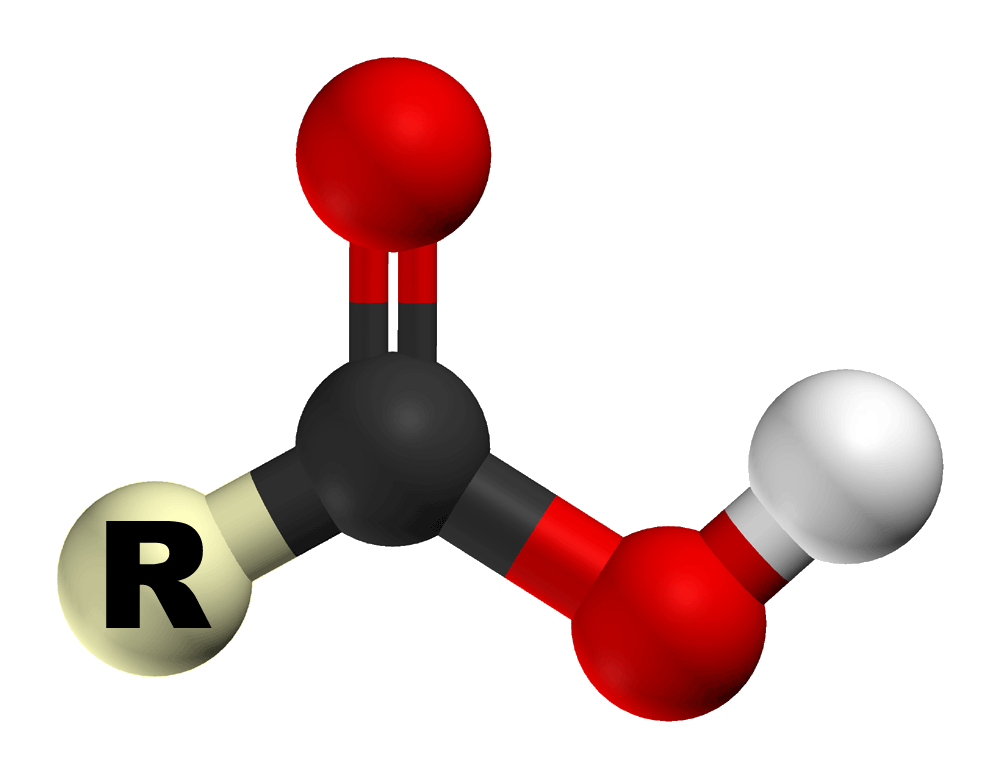
カルボン酸の3Dモデル

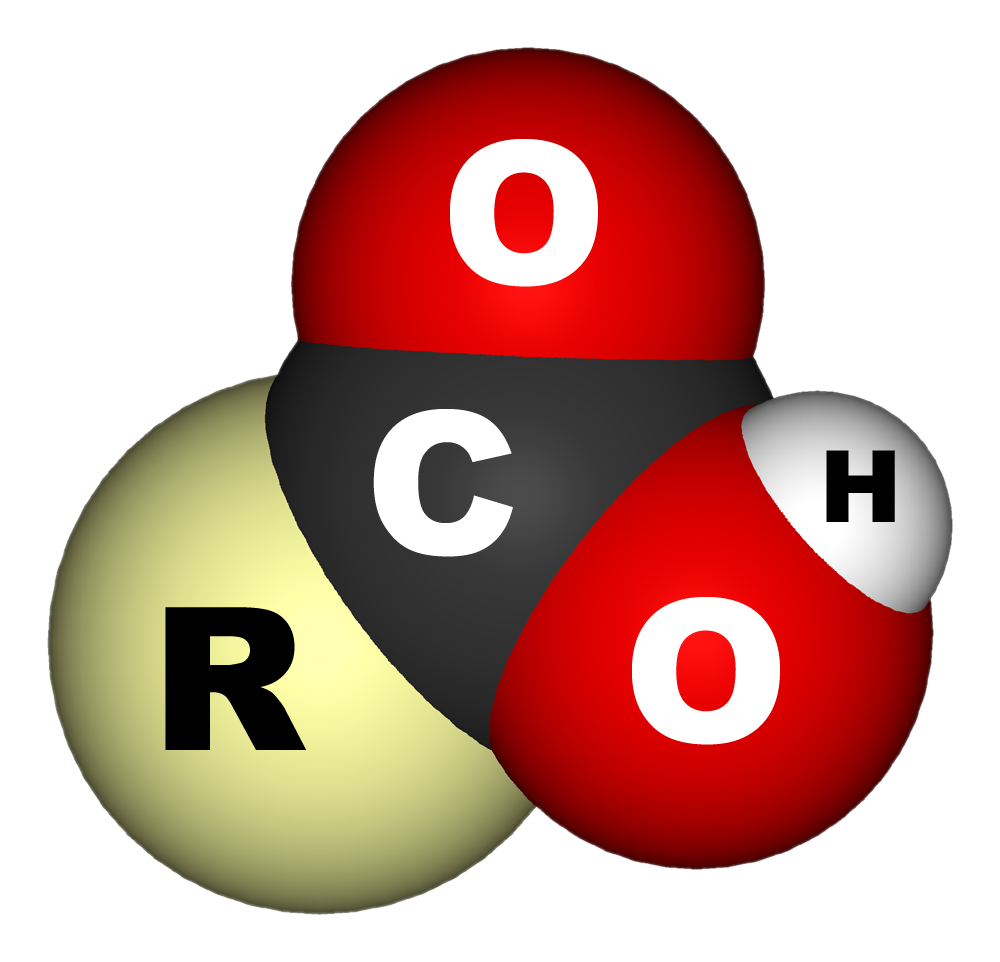
カルボン酸の空間充填モデル

カルボン酸（カルボンさん、英語：carboxylic acid、ドイツ語：Carbonsäure (Säureは「酸」を意味する））とは、少なくとも一つのカルボキシ基(−COOH)を有する有機酸である。カルボン酸の一般式はR−COOHと表すことができ、Rは一価の官能基である。カルボキシ基(carboxyl group)は、カルボニル基(RR'C=O)とヒドロキシ基からなる官能基で、化学式は-C(=O)OH になるが、慣例的に-COOH または -CO2H と書かれる。
日本語名の「カルボン酸」はドイツ語「Carbonsäure」の字訳及び意訳（Carbonが「カルボン」に、Säureが「酸」に）に由来していると考えられている。
カルボン酸はプロトン供与体であるためブレンステッド酸であり、最も一般的な有機酸である。最も単純なカルボン酸にはアリが生合成するギ酸（蟻酸）や、食酢の酸味成分である酢酸がある。カルボキシ基が2つある酸は、ジカルボン酸、3つある酸はトリカルボン酸と呼ばれる。最も単純なジカルボン酸はカルボキシ基同士が結合したシュウ酸である。メリト酸はカルボキシ基を6個有するヘキサカルボン酸である。この他にも天然に合成される有名なものにクエン酸（レモンなど）や酒石酸（タマリンドなど）がある。
カルボン酸が脱プロトン化すると共役塩基のカルボン酸陰イオンを作る。カルボン酸陰イオンは共鳴安定化するためアルコールより酸性度が強くなる。カルボン酸は二酸化炭素の還元体またはアルキル化体とみなすことができ、特定の条件により脱炭酸を行えば二酸化炭素を生ずることができる。

## カルボキシ基

カルボキシ基

カルボキシ基 (carboxy group、−COOH) は、炭素鎖の末端にヒドロキシ基一つと酸素原子が二重結合した親水性の官能基。ヒドロキシ基部分がプロトンを遊離することで、この官能基を持つ物質は酸性を示す。以前は「カルボキシル基」と呼んだこともあったが、現在は「カルボキシ基」が正式な表記である。
還元するとアルデヒド基またはヒドロキシ基となる。酸化すると過カルボン酸となる。脱炭酸すると炭素原子が1個減った化合物になる。ヒドロキシ基と脱水縮合してエステルを作り、チオールとはチオエステルを作る。アミノ基と縮合して作るアミドはナイロンの部分構造となっている。アミノ酸のカルボキシ基とアミノ基が縮合したものはペプチド結合と呼ぶ。

## アシル基

アシル基

カルボン酸からヒドロキシ基OHをのぞいた形 (R−CO−) の原子団のことを総称して カルボン酸アシル基、あるいは単に アシル基 (acyl group) と呼ぶ。IUPAC命名法では、それぞれのカルボン酸の語尾の「-ic acid」を「yl」または「oyl」にして命名する。

## 命名法
生物が作りだすカルボン酸、およびその塩は自然界に普遍的に見出すことができるので、物質としては有史以来親しまれてきた。錬金術の時代以来、単離・命名されて来たので酢酸のような慣用名を持つものが少なくない。日本語の命名は歴史的にドイツ語名の字訳に沿い、ドイツ語でよくみられる「...nsäure」となっているカルボン酸の名称は基本的にドイツ語に即して「〇〇ン酸」と訳す。英語のIUPAC命名法では、カルボキシ基をメチル基に置換した炭化水素の語尾を「oic acid」とし命名する。類推的に、日本語では英語名語尾の「ic」を読まずに、英語の「ic」をドイツ語風の「○○ン酸」と訳すのが一般的である。それ以外の酸の語尾も基本的にドイツ語の字訳となっている。
例：Ethanoic Acid(英) Ethansäure(独) エタン酸（日）
　　Ascorbic Acid(英) Ascorbinsäure(独) アスコルビン酸（日）
　　Glucuronic Acid（英） Glucuronsäure(独) グルクロン酸（日）
　　Phthalic Acid（英） Phthalsäure(独) フタル酸（日）

## 物性
| 炭素数 n | アルコール CnH2n+1OH | アルデヒド Cn-1H2n-1CHO | カルボン酸 Cn-1H2n-1COOH |
| -------- | -------------------- | ----------------------- | ------------------------ |
| 1        | 64.7                 | -19.3                   | 100.5                    |
| 2        | 78.4                 | 20.2                    | 118                      |
| 3        | 97.15                | 48                      | 141.1                    |
| 4        | 117                  | 85                      | 163.5                    |
| 5        | 138                  | 103                     | 186–187                  |
| 6        | 157                  | 119–124                 | 205                      |
| 7        | 176                  | 155                     | 223                      |
| 8        | 194–195              | 171                     | 233–241                  |
| 9        | 215                  | 195                     | 247–259                  |
| 10       | 232.9                | 207–209                 | 269                      |

| 物質名           | 化学式    | pKa  |
| ---------------- | --------- | ---- |
| ギ酸             | HCO2H     | 3.77 |
| 酢酸             | CH3COOH   | 4.76 |
| クロロ酢酸       | CH2ClCO2H | 2.86 |
| ジクロロ酢酸     | CHCl2CO2H | 1.29 |
| トリクロロ酢酸   | CCl3CO2H  | 0.65 |
| トリフルオロ酢酸 | CF3CO2H   | 0.5  |
| シュウ酸         | HO2CCO2H  | 1.27 |
| 安息香酸         | C6H5CO2H  | 4.2  |

カルボン酸は極性分子である。カルボニル基が水素受容性、ヒドロキシ基の供与性から挙動を示し、相補的な自己会合を行い二量体を形成する。

### 溶解度
炭素数の少ない（1–5炭素）カルボン酸は水に溶けやすいが、炭素数が多くなると疎水性のアルキル鎖が大きくなるため溶解度は低くなる。炭素数が多いカルボン酸はエーテルやアルコールなど低極性溶媒に溶けやすくなる傾向がある。

### 沸点
カルボン酸は同炭素数のアルコールやアルデヒドより沸点は高い傾向にある。これは、カルボン酸が二量体を形成することにより見かけの分子量が大きくなっているからである。沸騰させるためには二量体の水素結合を引き離さなければならないため、蒸発に必要なエンタルピーは大きくなる。

### 酸性度
極性溶媒中ではカルボキシ基のプロトンが電離して酸性を示すため、塩基との塩を作りやすい。共役塩基 (R-CO−
2) はカルボキシラートアニオンと呼ばれ、陰電荷が2個の酸素上に非局在化して安定化する。
＝

### 臭気
カルボン酸やその揮発性誘導体の多くは強い悪臭を持つ。例えば酢酸は食酢、酪酸は腐ったバターまたは銀杏の臭気を持つ。しかしながら、任意のアルコールと縮合させたカルボン酸エステルは心地よい芳香を持つようになるため香水や香料としての用途がある。例えばギ酸エチルはパイナップル、酢酸プロピルはバナナの芳香を持つ。

## 生体とカルボン酸
生体において、炭素数4以上の直鎖カルボン酸は脂肪の成分であるため脂肪酸と呼ばれる。言い換えると、脂肪は脂肪酸のトリグリセリドである。生体での脂肪酸生合成はアセチルCoAを起点として、マロニルCoA由来のC2ユニットが導入されてαケト酸・CoAとなり、NADPH2などでαケト基が還元が繰り返されてより長鎖の脂肪酸・CoA となり生合成される。したがって、炭素数が偶数の脂肪酸は普通に見られるが、炭素数が5（吉草酸）以上の奇数の脂肪酸は自然界では少数である。またαケト酸はアミノ酸生合成の出発物質でもある。
また多種のカルボン酸から形成されるクエン酸回路は、糖由来のピルビン酸をCO2に分解しながらNADPH2などを酸化的リン酸化経路に供給することで、生物のエネルギー代謝（内呼吸）の中核を担っている。

## 合成法
一級カルボン酸は第一級アルコールやアルデヒドを強い酸化剤（クロム酸カリウムなど）で酸化することによって得られる。アルデヒドを基質とする場合には、亜塩素酸ナトリウムを用いる手法もとられる。（酸化に安定な）芳香族カルボン酸の場合、ベンゼン置換のメチル基を過マンガン酸カリウムで直接カルボキシ基に酸化する方法がある。
エステルやアミド、ニトリル、酸無水物や酸ハロゲン化物を加水分解してカルボン酸を得ることもできる。
二級あるいは三級カルボン酸をシステマテックに合成する方法として、カルボキシ基の幹部分に相当するグリニャール試薬に二酸化炭素を吹き込む方法がある（ドライアイスは昇華した粉体のCO2を固める為に相当量の水を含むのでこの目的では収率が劣る）。あるいは特殊な場合はオレフィンの酸化解裂（オゾン分解）によって生じるアルデヒドを酸化することでも生成できる。不飽和脂肪酸のオレフィンが空気酸化で酸化解裂する現象は油脂の酸敗と呼ばれる。電子豊富なベンゼン環は、四酸化ルテニウム (RuO4) 触媒による酸化反応で直接カルボン酸に変換できる。
コルベ・シュミット反応、ストレッカー合成、ハロホルム反応などは、カルボン酸を与える反応である。

## 反応
カルボン酸は縮合反応などにより
- アミド
- エステル
- ニトリル
- 酸無水物
- 酸ハロゲン化物

などの種々のカルボン酸誘導体を形成し、ポリマーを初めとする産業上重要な鍵物質となっている。
また、脂肪酸トリグリセリドのアルカリ加水分解は石鹸（脂肪酸アルカリ金属塩）の製法であることからけん化と呼ばれる。
β位のオキソ基など、カルボキシ基の近傍に適切な官能基が存在する場合、酸などの処理で脱炭酸できる場合がある。

## カルボン酸の一覧

### 飽和脂肪酸
| 炭素数 | 慣用名       | IUPAC名        | 化学式                                 | 存在・用途                         |
| ------ | ------------ | -------------- | -------------------------------------- | ---------------------------------- |
| 1      | ギ酸         | メタン酸       | {\displaystyle {\ce {HCOOH}}}          | アリ、ハチの毒                     |
| 2      | 酢酸         | エタン酸       | {\displaystyle {\ce {CH3COOH}}}        | 酢                                 |
| 3      | プロピオン酸 | プロパン酸     | {\displaystyle {\ce {CH3CH2COOH}}}     | 果実香料の合成                     |
| 4      | 酪酸         | ブタン酸       | {\displaystyle {\ce {CH3(CH2)2COOH}}}  | 油脂が腐敗した臭い                 |
| 5      | 吉草酸       | ペンタン酸     | {\displaystyle {\ce {CH3(CH2)3COOH}}}  | 人工果実エッセンス                 |
| 6      | カプロン酸   | ヘキサン酸     | {\displaystyle {\ce {CH3(CH2)4COOH}}}  | バター                             |
| 7      | エナント酸   | ヘプタン酸     | {\displaystyle {\ce {CH3(CH2)5COOH}}}  |                                    |
| 8      | カプリル酸   | オクタン酸     | {\displaystyle {\ce {CH3(CH2)6COOH}}}  |                                    |
| 9      | ペラルゴン酸 | ノナン酸       | {\displaystyle {\ce {CH3(CH2)7COOH}}}  |                                    |
| 10     | カプリン酸   | デカン酸       | {\displaystyle {\ce {CH3(CH2)8COOH}}}  |                                    |
| 12     | ラウリン酸   | ドデカン酸     | {\displaystyle {\ce {CH3(CH2)10COOH}}} | ココナッツオイル。界面活性剤の原料 |
| 14     | ミリスチン酸 | テトラデカン酸 | {\displaystyle {\ce {CH3(CH2)12COOH}}} | パーム油                           |
| 16     | パルミチン酸 | ヘキサデカン酸 | {\displaystyle {\ce {CH3(CH2)14COOH}}} | ラード、ヘット                     |
| 17     | マルガリン酸 | ヘプタデカン酸 | {\displaystyle {\ce {CH3(CH2)15COOH}}} | マーガリン                         |
| 18     | ステアリン酸 | オクタデカン酸 | {\displaystyle {\ce {CH3(CH2)16COOH}}} | 木蝋                               |

### 不飽和脂肪酸
- オレイン酸
- リノール酸
- リノレン酸
- アラキドン酸
- エイコサペンタエン酸
- ドコサヘキサエン酸

- ソルビン酸 （食品添加物 保存料）

### ヒドロキシ酸
- 乳酸（2-ヒドロキシプロパン酸）
- リンゴ酸（2-ヒドロキシブタン二酸）
- クエン酸（2-ヒドロキシプロパントリカルボン酸）

### 芳香族カルボン酸
- 安息香酸（ベンゼンカルボン酸）（食品添加物 保存料）
- フタル酸（ベンゼン-1,2-ジカルボン酸）
- イソフタル酸（ベンゼン-1,3-ジカルボン酸）
- テレフタル酸（ベンゼン-1,4-ジカルボン酸）
- サリチル酸（2-ヒドロキシベンゼンカルボン酸）
- 没食子酸（3,4,5-トリヒドロキシベンゼンカルボン酸）
- メリト酸（ベンゼンヘキサカルボン酸）
- ケイ皮酸（3-フェニルプロパ-2-エン酸）

### ジカルボン酸
- シュウ酸（エタン二酸）
- マロン酸（プロパン二酸）
- コハク酸（ブタン二酸）
- グルタル酸（ペンタン二酸）
- アジピン酸（ヘキサン二酸）
- フマル酸（(E)-ブタ-2-エン二酸）
- マレイン酸（(Z)-ブタ-2-エン二酸）

### トリカルボン酸
- アコニット酸（2-カルボキシプロパ-1-エントリカルボン酸）

### オキソカルボン酸
- ピルビン酸（2-オキソプロパン酸）
- オキサロ酢酸（2-オキソブタン二酸）

### カルボン酸誘導体
- アミノ酸
- ニトロカルボン酸